# Zoé Genot
Zoé Genot (Brussel, 29 mei 1974) is een voormalig Belgisch politica voor Ecolo.

## Levensloop
Genot behaalde in 1995 het diploma van licentiate in de economische wetenschappen aan de ULB. Van juni tot december 1995 was ze coördinatrice voor ngo CNCD-11.11.11 in de regio Namen en nadien was ze van 1996 tot 1997 als projectverantwoordelijke voor de feministische ngo Le Monde selon les Femmes. Daarop werd zij van 1997 tot 1999 bediende en econome in het domein van de sociale economie bij de Brusselse interregionale afdeling van de socialistische vakbond FGTB. In 2023 voltooide Genot tevens een bacheloropleiding in de rechten aan de Université Saint-Louis in Brussel.
Genot was bij de federale verkiezingen van juni 1999 eerste opvolger op de Ecolo-lijst in de kieskring Brussel-Halle-Vilvoorde en volgde in juli 1999 Olivier Deleuze, die staatssecretaris werd in de federale regering-Verhofstadt I, op in de Kamer van volksvertegenwoordigers. In mei 2003 was zij opnieuw eerste opvolger, maar ze kwam toch opnieuw in de Kamer omdat Deleuze besloot om aan zijn mandaat te verzaken. Bij de verkiezingen van juni 2007 en die van juni 2010 werd ze telkens rechtstreeks herkozen.
Binnen Ecolo werd Genot gerekend tot de radicaal-linkse vleugel. In haar parlementaire werk richtte ze zich vooral op de bestrijding van discriminatie in alle vormen en dossiers als de invoering van het migrantenstemrecht, het homohuwelijk en adoptie door holebi-koppels en de organisatie van het islamitische geloof in België, de aanpak van de ongelijkheid tussen Noord en Zuid. Haar wetsvoorstellen tijdens haar Kamerlidmaatschap omvatten onder meer het voorstel tot legalisering van cannabis, kwijtschelding van schulden aan de derde wereld en het voorstel tot toekenning van de inkomensgarantie voor ouderen aan personen die meer dan 30 dagen in het buitenland verblijven. 
In mei 2014 eindigde haar mandaat van Kamerlid toen ze zich kandidaat stelde voor het Brussels Hoofdstedelijk Parlement en werd in dit parlement verkozen. In mei 2019 werd ze herkozen. In het Brussels Hoofdstedelijk Parlement was ze van 2014 tot 2019 tevens fractieleider voor haar partij en van april 2020 tot januari 2024 secretaris. Vanaf oktober 2020 zetelde ze eveneens in de Senaat als deelstaatsenator.
Daarnaast was ze tweemaal gemeenteraadslid van Sint-Joost-ten-Node: van 2006 tot 2007 en opnieuw van december 2012 tot februari 2023.
In januari 2024 werd ze aangesteld als adjunct-directrice van CESSOC, de Franstalige werkgeversconfederatie voor de sportieve en socio-culturele sector. Hierdoor nam ze ontslag uit haar parlementaire mandaten. Sinds mei 2024 is Genot voorzitter van deze confederatie. 